# محمد بن مسلم
أبو عَبد الله مُحمَّد بن مُسلم بن قُريْش بن بدرانَ بن المُقلَّد بن المُسيَّب العُقيْلي هو أحد أمراء آل المُسيَّب من بني عُقيل، أمير الرِّقة وحرَّان والرَّحبة تنافس على حُكم الدَّولة العُقيليَّة بعد مقتل أبيه شرف الدَّولة العُقيلي في 478هـ الموافق فيه 1085م. وهو أحد الأطراف في صراع الأمراء الثلاث في العهد الأخير من عُمْر الدَّولة.

## نسبُه وكنيتُه
- اسمه هو مُحمَّد بن مُسلم.
- كنيته هي أبُو عَبد الله.
- نسبه هو مُحمَّد بن مُسلم بن قُريش بن بَدرانَ بن المُقلَّد بن المُسيَّب بن رافِع بن المُقلَّد الأكبر بن جعفر العُقيليُّ العامريُّ الهَوازنيُّ العَدنانيُّ.
- والده هو أَبو المَكارِم شرَف الدَّولة مُسلم بن قُريش العُقيليُّ.

## تنافُس الأُمراء
لمَّا قُتِل الملك مُسلم شرَف الدَّولة في 478 هـ اجتمعت عُقيل على إسناد الإمارة إلى أخيه إبْراهيم بن قُريْش، فنازعه في ذلك مُحمَّد بن مُسلم مُطالبًا بالإمارة وخلافة أبيه، وقد عَمِل آل سلجوق على توثيق علاقتهم مع الأمير مُحمَّد العُقيلي حتى تزوَّج أُخت الحاكم السَّلجوقي ملك شاه وهي زليخا خاتون. وما زال الأمير إبْراهيم العُقيْلي يحكُم الدَّولة في الموصل حتى أسرهُ السَّلاجقة في 482 هـ بينما استمرَّ مُحمَّد بن مُسلم في الإمارة وأعماله يُنازعه في أمره أخوه الأمير عليُّ بن مُسلم الذي اختيرَ لحُكم الدولة العُقيلية بعد مقتل عمِّه إبراهيم بن قريش العقيلي في وقعة المضيع.
إلا أنَّ الأمر لم يستقر لعليّ بن مُسلم إذ خرج عليه مُحمَّد بن مسلم وهو في نصيبين. كما ساءت علاقة ثروان بن وهيب وأبي الهيجاء الكُردي مع الأمير علي بن مسلم. بعد أطلاق سراح كربغا السلجوقي والتونتاش اجتمع حولهما عسكرٌ فَسارا بهم إلى الموصل.

## مَقتلُه
قام أبو سعيد كربُغا السلجوقي وأخوه التونتاش بالسَّير إلى نصيبين بعد أن اجتمع حولهُما كثرةٌ من العساكر البطَّالين. فقاما بأسر الأمير مُحمَّد بن مُسلم والاستيلاء على نصيبين بعد حصارها لأربعين يومًا. ثم سار إلى الموصل ولمَّا امتنعت عليه سار عنها إلى بلدٍ فقتل بها مُحمَّد بن مُسلم العُقيلي غرقًا في 489 هـ الموافق فيه 1096م.

## انظُر أيضًا
- الدولة العقيلية
- مسلم بن قريش العقيلي
- إبراهيم بن قريش العقيلي
- علي بن مسلم
- قائمة حكام الدولة العقيلية
- بنو عقيل